# Galerie moderne de Slovénie
La Galerie moderne de Slovénie (en slovène, Moderna Galerija), à Ljubljana, est le musée national d'art moderne de la Slovénie. Il abrite les collections nationales d'art du XXe siècle (depuis la fin de la Première Guerre mondiale) et du XXIe siècle.
Le musée est situé sur l'avenue Cankarjeva, au no 15, près du parc Tivoli.

## Histoire
La Galerie moderne a été créée par un décret du gouvernement de la République populaire de Slovénie du 30 décembre 1947 et a ouvert dès janvier 1948. Elle est installée dans un bâtiment construit en 1948 par Edvard Ravnikar (en) (1907-1993), architecte slovène disciple de Jože Plečnik. La Galerie moderne et la Galerie nationale de Slovénie ont défini leurs champ chronologique respectif ; la seconde a continué à prendre en charge les arts depuis le Moyen Âge jusqu'aux artistes impressionnistes et aux œuvres du début du XXe siècle et elle a transféré à la Galerie moderne les œuvres plus récentes.
Depuis 2011, la Galerie moderne comprend un deuxième établissement, le musée d'art contemporain Metelkova (MSUM), situé rue Metelkova dans les bâtiments réhabilités d'une ancienne caserne de l'armée.

## Collections
Les collections du musée comprennent les peintures, sculptures, gravures et dessins, ainsi que les photographies, vidéos et œuvres de l'art numérique. En dehors des œuvres d'artistes slovènes, on y trouve aussi des productions d'artistes des autres républiques de l'ancienne Yougoslavie.

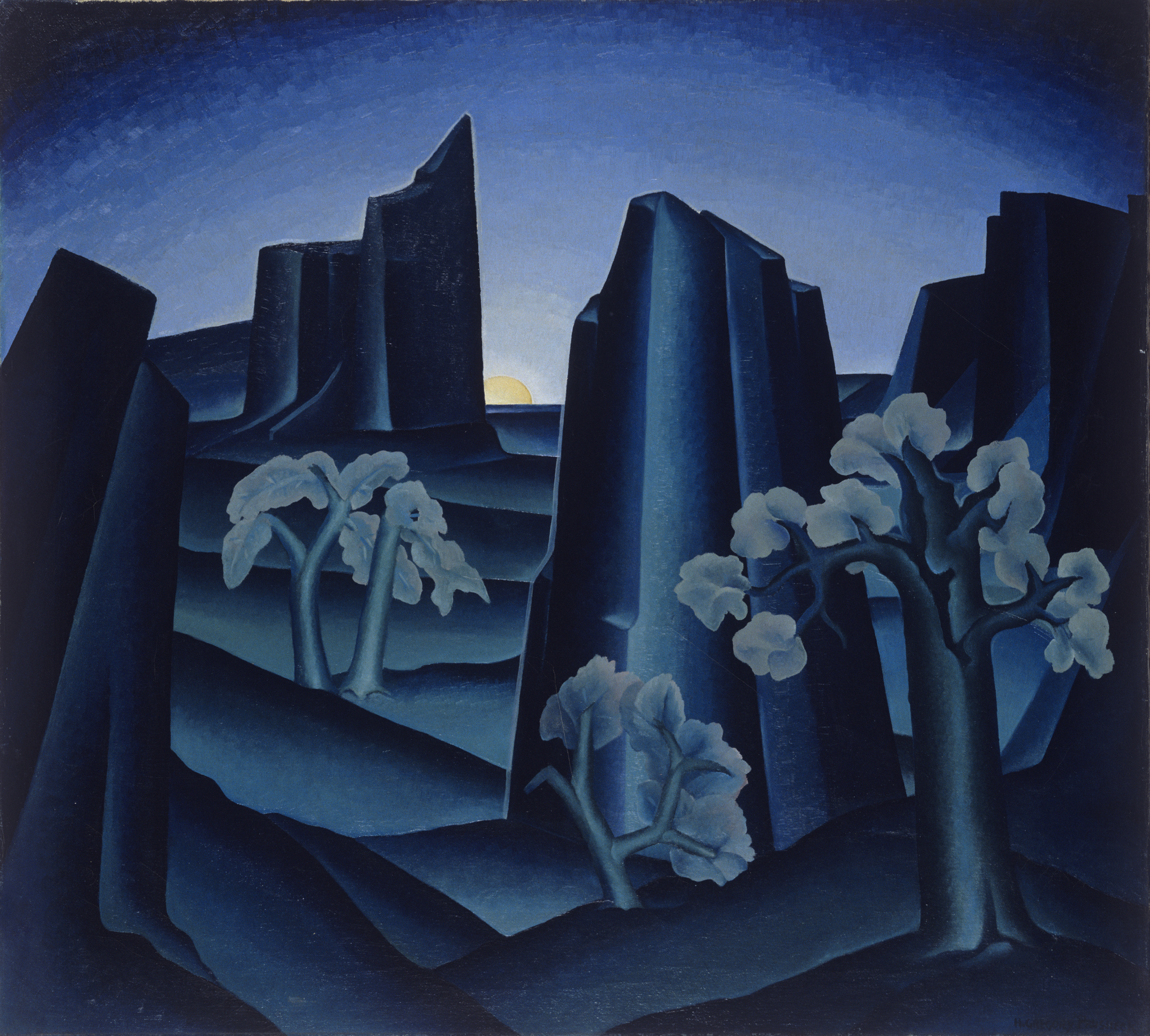
Gregor Perušek (1887-1940), Simfonija ameriškega zapada.
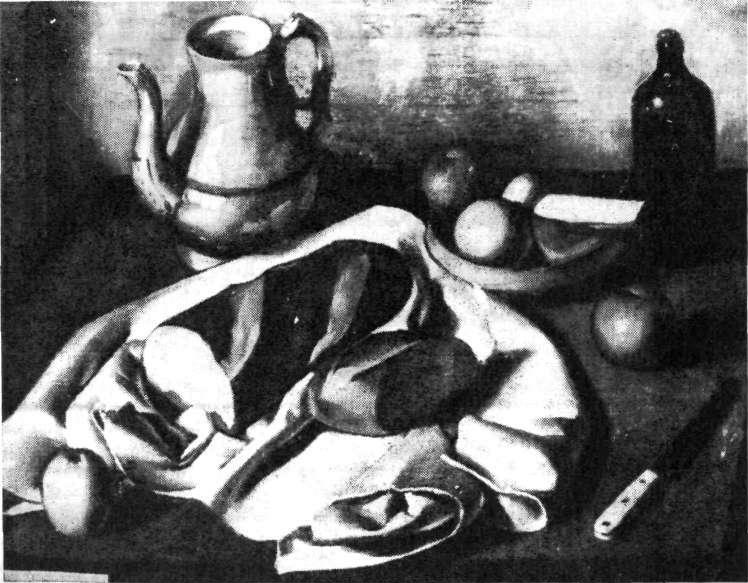
France Košir (1906-1939), Nature morte.